# Hyacinth (Bitschurin)

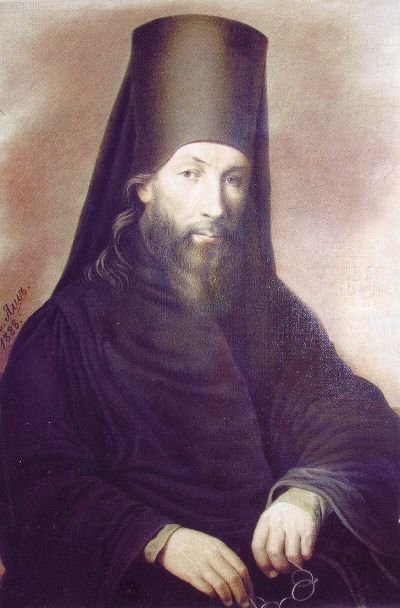
Hyacinth Bitschurin

Nikita Jakowlewitsch Bitschurin (Никита Яковлевич Бичурин) (* 29. August 1777; † 11. Mai 1853), besser bekannt unter seinem Mönchsnamen Iakinf (Иакинф, d. h. Hyacinth), war einer der Gründungsväter der russischen Sinologie. 

## Leben
Bitschurin wurde in eine Familie von tschuwaschischen Priestern geboren und studierte im Priesterseminar von Kasan. Er wurde an der Spitze der russischen Mission nach Peking geschickt. Seine Interessen lagen auf dem Gebiet der chinesischen Geschichte und Sprache. Er übersetzte eine Anzahl von alten und mittelalterlichen chinesischen Manuskripten, die bis dahin in Europa unbekannt waren. In den folgenden Jahrzehnten veröffentlichte er eine Reihe von Schriften über China, die Mongolei, Tibet etc., meist aus chinesischen Quellen über chinesische und mongolische Geschichte, Geographie, Religion, Statistik und Landwirtschaft. Er war Mitglied mehrerer europäischer Wissenschaftsakademien. Seit Dezember 1828 war er korrespondierendes Mitglied der Petersburger Akademie der Wissenschaften.

## Werke

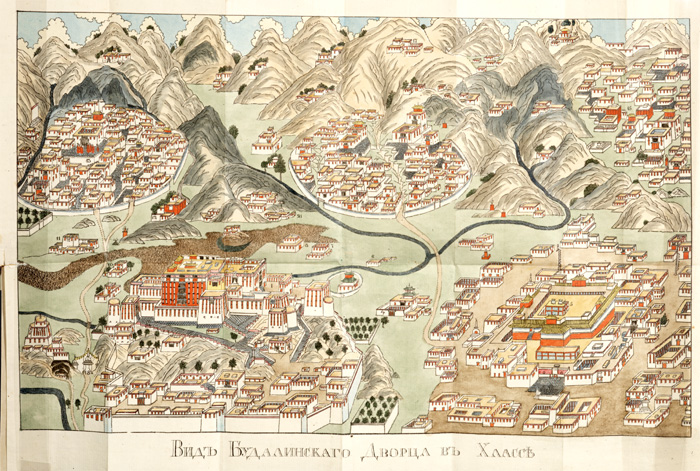
Bitschurins Karte von Lhasa

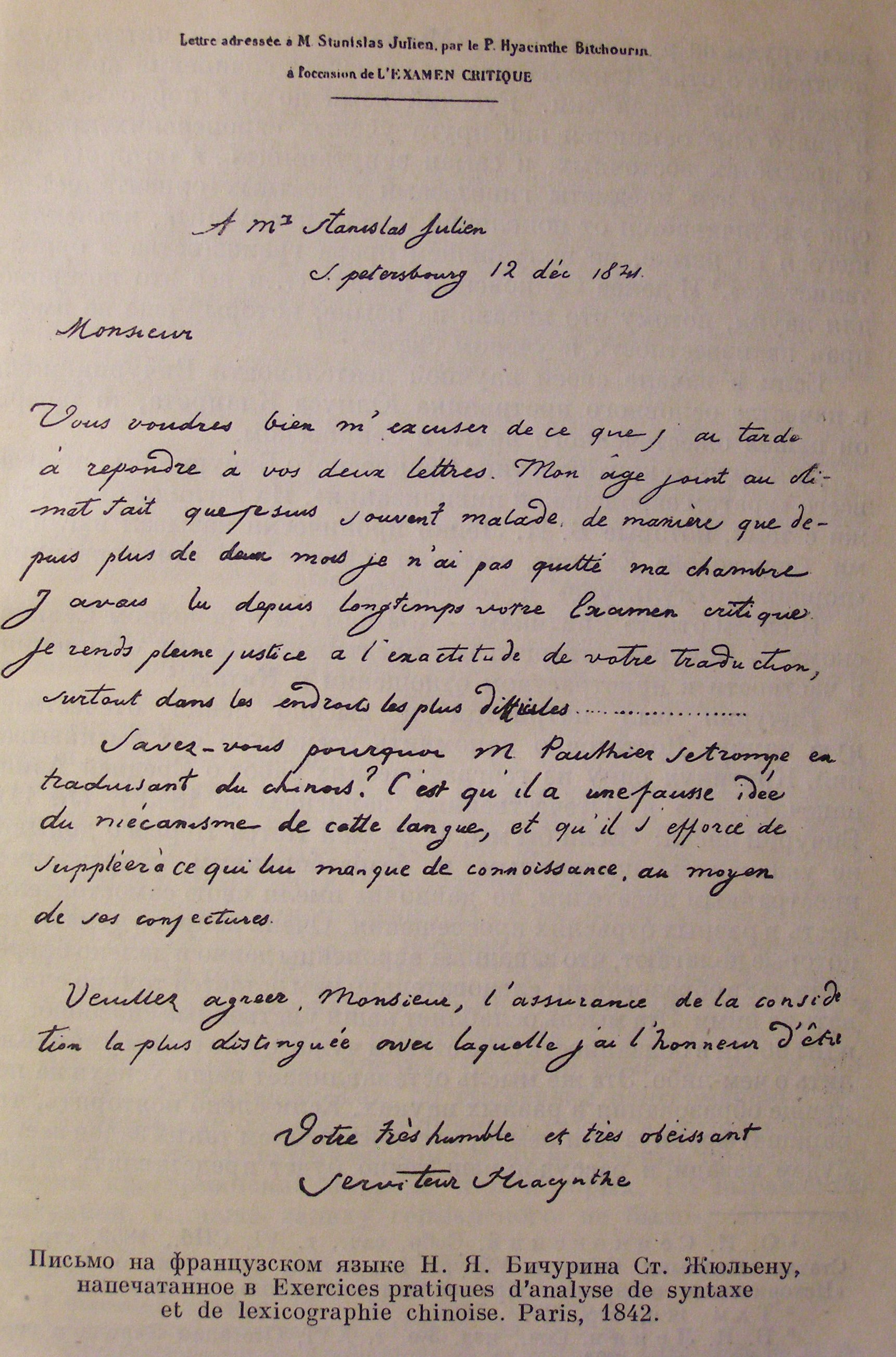
Autograph eines Briefs von Hyacinth an Stanislas Julien in französischer Sprache

- Записки о Монголии (dt. Bemerkungen über die Mongolei). St. Petersburg 1828 (Digitalisat Bd. 1 & 2)
  - dt. Übs.: Denkwürdigkeiten über die Mongolei. Berlin 1832 (Digitalisat)
- Описание Тибета в нынешнем его состоянии (dt. Beschreibung von Tibet in seinem gegenwärtigen Zustand). St. Petersburg 1828 (Digitalisat)
- 三字經 Сань-цзы-цзин или - Троесловие с литографированным китайским текстом (dt. Sanzijing, oder: [Buch der] drei Worte mit lithographiertem chinesischen Text). St. Petersburg 1829 (Digitalisat)
- История первых четырёх ханов из дома Чингисова (dt. Die Geschichte der ersten vier Khans aus dem Hause Dschingis). St. Petersburg 1829 (Digitalisat)
- Описание Пекина, с приложением плана сей столицы, снятого в 1817 году (dt. Beschreibung von Peking, mit einem Plans dieser Hauptstadt aus dem Jahr 1817 als Anhang). St. Petersburg 1829 (Digitalisat)
- Описание Чжунгарии и Восточного Туркестана в древнем и нынешнем состоянии (dt. Beschreibung der Dsungarei und des östlichen Turkistan in ihrem früheren wie gegenwärtigen Zustand). St. Petersburg 1829, 3 Bde.
- 漢文啓蒙 Хань-вынь ци-мынь. Китайская грамматика (dt. Grammatik der chinesischen Sprache). St. Petersburg 1838 (Digitalisat)
- Китай, его жители, нравы, обычаи, просвещение (dt. China, seine Einwohner, Sitten, Gebräuche und Aufklärung). St. Petersburg 1840 (Digitalisat)
- Statistische Beschreibung Chinas. St. Petersburg 1841
- Chinesisch-russisches Wörterbuch
- Geschichte der Mandschuren bis zu ihrem Eintritt in China (in Gemeinschaft mit einem anderen Mitglied der Pekinger Mission, Leontjewski)
- (zusammen mit dem Archimandriten Daniel Sybillow) Beschreibung der westlich von China gelegenen Reiche

## Namensvarianten
Hyacinth Bitschurin, Nikita Ja. Bičurin, Nikita Jakovlevič Bičurin, Jakinf Bičurin, Jakinf (Bičurin), Iakinf Bičurin, Iakinf (Bičurin), Hyacinthe (Père), Iakinf (Otec), Iakinf (Monach), Iakinth (Archimandrite), Hijacinthe Bitchourin, Hyacinthe (Bitchourin), Hyacinthe (Mönch), Hyakinth (Mönch), Hyakinth Bitschurin